# Layton Brothers: Mystery Room
Layton Brothers: Mystery Room (レイトンブラザーズ・ミステリールーム?, Reiton Burazāzu - Misuterī Rūmu) è un videogioco del 2012, sviluppato da Level-5 e distribuito per il sistema operativo Apple iOS. Si tratta di uno spin-off della serie dedicata al Professor Layton e ha come protagonista Alfendi Layton, il figlio di Hershel Layton. Alfendi è un geniale investigatore di Scotland Yard che lavora in un'unità di indagine chiamata "Mystery Room" (Camera dei misteri) assieme alla sua assistente Lucy Barker. Il videogioco è stato distribuito in Giappone a partire dal 21 settembre 2012. Il 5 settembre 2013 è stato pubblicato su Google Play, per Android e in lingua inglese, per i mercati di Europa e Stati Uniti d'America. Il gioco è scaricabile gratuitamente e include i primi due casi su cui l'Ispettore Layton dovrà indagare. Ulteriori pacchetti (Pacchetto casi 1 e Pacchetto casi 2) sono disponibili a pagamento, per un totale di 9 diversi delitti su cui indagare nel corso del gioco completo.

## Produzione
La produzione di un videogioco intitolato Mystery Room venne annunciata durante il Level-5 Vision 2009 e doveva inizialmente far parte della serie Atamania. I giocatori avrebbero dovuto muovere i detective Poccho e Sly per risolvere alcuni crimini. Il gioco doveva essere inizialmente sviluppato per Nintendo DS e avrebbe dovuto essere distribuito nel corso del 2010. Level-5 avrebbe dovuto presentare il videogioco al Tokyo Game Show del 2010, ma appena prima della conferenza cancellò la presentazione dal programma, lasciando così il destino del gioco in discussione. Nel maggio del 2010 l'autore annunciò che il videogioco era ancora in via di sviluppo e che l'uscita sarebbe stata rinviata alla primavera del 2011. Successivamente, il 15 ottobre 2011 il videogioco venne riproposto al Level-5 Vision 2011 col titolo attuale e sviluppato per iOS. Anche se il videogioco è stato rinominato per far parte della serie del Professor Layton molti degli elementi originali sono stati mantenuti, compreso l'attenzione nella risoluzione dei misteri.